# Primus
Primus (англ. 'praɪməs) — американская альтернативная метал-группа, трио, основанное в середине 1980-х годов. Бессменный лидер группы — фронтмен, вокалист и бас-гитарист Лес Клейпул. Постоянным гитаристом является Ларри Лалонд (Larry LaLonde). Группа работала с несколькими ударниками, но записывалась только с тремя: Тимом «Хербом» Александером (Tim «Herb» Alexander), Брайаном «Брэйном» Мантия (Bryan «Brain» Mantia) и Джеем Лейном (Jay Lane).

## Музыкальный стиль
Нет общего мнения в отношении музыкального стиля Primus. Обычно критики описывают его как фанк-метал или альтернативный метал, а сами музыканты называли всевозможные термины, например трэш-фанк. Лес Клейпул однажды назвал их музыку «психоделическая полька». Primus — единственная группа, для которой в  ID3-теге существует личный стиль.

## История
Сначала Primus назывался «Primate», и был образован в Эль Собранте (Калифорния) в середине 1980-х Лесом Клейпулом и гитаристом Тоддом Хатом (Todd Huth). Они использовали драм-машину, названную ими Perm Parker. В ранние годы в группе сменилось множество ударников. Primus открывали концерты таких трэшевых коллективов, как Testament и Exodus.
В 1989 году все, кроме Клейпула, покидают группу, и он собирает новый состав с Ларри Лалондом (бывшим гитаристом группы Possessed и некогда учеником Джо Сатриани) и ударником Тимом Александером.
Дебютный альбом «Suck on This» вышел в 1989 году, и является записью с двух концертов в Беркли. Альбом финансировался отцом Леса Клейпула.
Первый студийный альбом «Frizzle Fry» вышел в 1990 году, и в том же году Primus подписали контракт с лейблом Interscope Records.
При поддержке мейджор-лейбла следующий альбом «Sailing the Seas of Cheese» (1991) стал «золотым». Клипы группы появились на MTV. Альбом 1993 года «Pork Soda» достиг 7 места в чартах Top 10 журнала «Billboard Magazine».
В 1990-х годах музыкальная карьера Primus была весьма успешной. Группа возглавляла альтернативный фестиваль Lollapalooza в 1993 году, появилась в телешоу Дэвида Леттермана и Конана О’Брайена в 1995, и даже выступила на фестивале «Woodstock '94». В альбоме 1995 года «Tales from the Punchbowl» присутствует песня «Wynona’s Big Brown Beaver» — самый успешный сингл группы на сей день (2006), номинировавшийся на премию Грэмми.
В 1996 году Primus написали заглавную песню к мультсериалу «Южный Парк» — его создатели оказались большими фанатами группы; чуть позже они записали песню «Mephisto And Kevin» для связанного с сериалом альбома «Chef Aid: The South Park Album». Кроме того, группа создателей «Южного Парка» DVDA записала кавер-версию песни Primus «Sgt. Baker».
В 2000 году Primus совместно с Оззи Осборном (вокал) записали кавер-версию на композицию Black Sabbath «N.I.B.». Она была выпущена синглом, а также в альбоме-трибьюте «Nativity in Black II: A Tribute to Black Sabbath» и в бокс-сете Осборна «Prince of Darkness». Сингл поднялся на второе место в хит-параде «Billboard Modern Rock tracks».
В 2000 году Лес Клейпул стал активно участвовать в других своих проектах («Colonel Les Claypool’s Fearless Flying Frog Brigade», «Oysterhead»), и группа практически прекратила активность. Только в 2003 году Primus снова воссоединились для записи DVD/EP «Animals Should Not Try to Act Like People», после чего состоялись концертные турне Primus и нерегулярные выступления на различных фестивалях. Некоторые концерты Primus, начиная с 2003 года, состоят из двух отделений, второе из которых включало в себя полностью материал одного из первых альбомов. В 2003 году это был альбом «Sailing the Seas of Cheese» (1991), в 2004 «Frizzle Fry» (1990). После этого Клейпул выпустил два сольных альбома — «Of Whales and Woe» (2006) и «Of Fungi and Foe» (2009).
В 2010 году Лес Клейпул заявил о полном возвращении Primus на сцену и о скором выходе нового альбома. В 2011 году группа отправилась в небольшое мировое турне. Первый студийный альбом Primus за 12 лет «Green Naugahyde» вышел в сентябре 2011 года.
В 2013 году в группу возвращается барабанщик Тим Александр, о чём было заявлено в его интервью у Rolling Stone.
В 2014 году был выпущен студийный альбом «Primus & The Chocolate Factory With The Fungi Ensemble», который является переосмыслением саундтрека фильма 1971 года «Вилли Вонка и шоколадная фабрика».
В 2017 году группа выпускает новый студийный альбом «The Desaturating Seven». Это концептуальный альбом, основанный на детской книге «Радужные гоблины» итальянского писателя Уль де Рико. Басист Лес Клейпул говорит, что раньше читал эту книгу своим детям, и всегда считал, что историю книги можно прекрасно адаптировать в формат музыкального альбома. Чуть позже он обратился к участникам группы с этой идеей. Альбом вышел 12 сентября 2017 года, и имеет средний балл 68/100 на сайте Metacritic.

## Участники группы
| - Лес Клейпул — ведущий вокал, бас-гитара, контрабас (1984—2000, 2003— настоящее) - Ларри «Ler» ЛаЛонд — гитара, бэк-вокал (1989—2000, 2003—настоящее) - Тим «Herb» Александр — ударные, бэк-вокал (1989—1996, 2003—2010, 2013—настоящее) Бывшие участники - Тодд Хат — гитара (1984—1989) - Винс «Perm» Паркер — ударные (1984) - Питер Либби — ударные (1984—1987) - Робби Бин — ударные (1987—1988) - Тим «Curveball» Райт — ударные (1988) - Джей Лейн — ударные, бэк-вокал (1988—1989, 2010—2013) - Брайан «Brain» Мантиа — ударные (1996—2000) |

Бывшие концертные музыканты
- Бакетхэд — гитара (1999)
- Дэнни Кейри — ударные (2014)
- DJ Disk — диджеинг (1998—1999)

## Дискография

### Студийные альбомы
- 1990 Frizzle Fry
- 1991 Sailing the Seas of Cheese
- 1993 Pork Soda
- 1995 Tales from the Punchbowl
- 1997 Brown Album
- 1999 Antipop
- 2011 Green Naugahyde
- 2014 Primus & the Chocolate Factory with the Fungi Ensemble
- 2017 The Desaturating Seven

### Прочие альбомы (EP, концертные, сборники)
- 1989 Suck on This (концертный альбом)
- 1992 Miscellaneous Debris (EP)
- 1998 Rhinoplasty (EP)
- 2003 Animals Should Not Try to Act like People (EP)
- 2006 They Can't All Be Zingers: The Best of Primus (сборник)
- 2015 In Numbers
- 2022 Conspiranoia (EP)
- 2024 Shot In the Dark (Live Stanford '89)

### Синглы
| Год  | Название                            | Чарты                 | Чарты              | Чарты          | Альбом                                           |
| Год  | Название                            | US Hot 100            | US Mainstream Rock | US Modern Rock | Альбом                                           |
| 1990 | «John the Fisherman»                | -                     | -                  | -              | Frizzle Fry                                      |
| 1990 | «Too Many Puppies»                  | -                     | -                  | -              | Frizzle Fry                                      |
| 1990 | «Mr. Knowitall»                     | -                     | -                  | -              | Frizzle Fry                                      |
| 1991 | «Jerry Was a Race Car Driver»       | -                     | -                  | #23            | Sailing the Seas of Cheese                       |
| 1991 | «Tommy the Cat»                     | -                     | -                  | -              | Sailing the Seas of Cheese                       |
| 1992 | «Those Damned Blue Collar Tweekers» | -                     | -                  | -              | Sailing the Seas of Cheese                       |
| 1992 | «Making Plans For Nigel»            | -                     | -                  | #30            | Miscellaneous Debris                             |
| 1993 | «My Name Is Mud»                    | -                     | -                  | #9             | Pork Soda                                        |
| 1993 | «DMV»                               | -                     | -                  | -              | Pork Soda                                        |
| 1993 | «Mr. Krinkle»                       | -                     | -                  | -              | Pork Soda                                        |
| 1995 | «Wynona's Big Brown Beaver»         | #62 (Hot 100 airplay) | #23                | #12            | Tales from the Punchbowl                         |
| 1995 | «Mrs. Blaileen»                     | -                     | -                  | -              | Tales from the Punchbowl                         |
| 1995 | «Southbound Pachyderm»              | -                     | -                  | #28            | Tales from the Punchbowl                         |
| 1997 | «Shake Hands With Beef»             | -                     | -                  | -              | Brown Album                                      |
| 1997 | «Over the Falls»                    | -                     | -                  | -              | Brown Album                                      |
| 1999 | «Lacquer Head»                      | -                     | -                  | -              | Antipop                                          |
| 2000 | «N.I.B» (с Оззи Осборном)           | -                     | #2                 | -              | Nativity in Black II: A Tribute to Black Sabbath |